# Női 3000 méteres rövidpályásgyorskorcsolya-váltó a 2014. évi téli olimpiai játékokon
A 2014. évi téli olimpiai játékokon a rövidpályás gyorskorcsolya női 3000 méteres váltó versenyszámának elődöntőit február 10-én, a döntőt február 18-án rendezték. Az aranyérmet a dél-koreai váltó nyerte.
A magyar csapat a 6. helyen végzett. A B döntőben sokáig az élen álltak, majd Keszler Andrea elesett, így a harmadik helyen értek célba. Az A döntőben azonban a kínai váltót utólag kizárták, így a magyar csapat is egy hellyel előrébb lépett. A 2014. évi téli olimpiai játékokon az első magyar olimpiai pontot szerezték.

## Rekordok
A versenyt megelőzően a következő rekordok voltak érvényben:
| Világrekord     | Dél-Korea (KOR) | 4:06,215 | Kolomna, Oroszország | 2013. november 17. |
| Olimpiai rekord | Kína (CHN)      | 4:06,610 | Vancouver, Kanada    | 2010. február 24.  |

A versenyen új rekord nem született.

## Eseménynaptár
Az időpontok moszkvai idő szerint (UTC+4), zárójelben magyar idő szerint (UTC+1) olvashatóak.
| Időpont                    | Forduló   |
| -------------------------- | --------- |
| február 10., 15:35 (12:35) | Elődöntők |
| február 18., 14:54 (11:54) | Döntők    |

## Eredmények
A két futamból az első két helyezett jutott az A-döntőbe, a harmadik és negyedikek a B-döntőbe kerültek. Az időeredmények másodpercben értendők. A rövidítések jelentése a következő:
- QA: az A-döntőbe jutott
- QB: a B-döntőbe jutott
- ADV: továbbjutás bírói döntés alapján
- PEN: büntetés

### Elődöntők
| Helyezés | Csapat                                                                                             | Idő      | Mj       |          |
| 1. futam | 1. futam                                                                                           | 1. futam | 1. futam | 1. futam |
| -------- | -------------------------------------------------------------------------------------------------- | -------- | -------- | -------- |
| 1.       | Dél-Korea (KOR) · Shim Suk-Hee · Park Seung-Hi · Kim A-Lang · Cho Ha-Ri                            | 4:08,052 | QA       |          |
| 2.       | Kanada (CAN) · Marie-Ève Drolet · Jessica Hewitt · Valérie Maltais · Marianne St-Gelais            | 4:08,871 | QA       |          |
| 3.       | Oroszország (RUS) · Olga Beljakova · Tatyjana Borodulina · Szofija Proszvirnova · Valerija Reznyik | 4:13,938 | QB       |          |
| 4.       | Magyarország (HUN) · Darázs Rózsa · Heidum Bernadett · Keszler Andrea · Lajtos Szandra             | 4:15,473 | QB       |          |
| 2. futam | |          |          |          |
| 1.       | Kína (CHN) · Fan Kexin · Li Jianrou · Liu Qiuhong · Zhou Yang                                      | 4:09,555 | QA       |          |
| 2.       | Olaszország (ITA) · Arianna Fontana · Lucia Peretti · Martina Valcepina · Elena Viviani            | 4:11,282 | QA       |          |
| 3.       | Japán (JPN) · Ayuko Ito · Yui Sakai · Biba Sakurai · Sayuri Shimizu                                | 4:11,913 | QB       |          |
|          | Hollandia (NED) · Jorien ter Mors · Sanne van Kerkhof · Yara van Kerkhof · Lara van Ruijven        | büntetés |          |          |

### B-döntő
| Helyezés | Csapat                                                                                             | Idő      | Mj |
| -------- | -------------------------------------------------------------------------------------------------- | -------- | -- |
| 4.       | Oroszország (RUS) · Olga Beljakova · Tatyjana Borodulina · Szofija Proszvirnova · Valerija Reznyik | 4:14,862 |    |
| 5.       | Japán (JPN) · Ayuko Ito · Yui Sakai · Biba Sakurai · Sayuri Shimizu                                | 4:15,253 |    |
| 6.       | Magyarország (HUN) · Heidum Bernadett · Keszler Andrea · Kónya Zsófia · Lajtos Szandra             | 4:24,496 |    |

### A-döntő
| Helyezés | Csapat                                                                                  | Idő      | Mj |
| -------- | --------------------------------------------------------------------------------------- | -------- | -- |
| Arany    | Dél-Korea (KOR) · Cho Ha-Ri · Kim A-Lang · Park Seung-Hi · Shim Suk-Hee                 | 4:09,498 |    |
| Ezüst    | Kanada (CAN) · Marie-Ève Drolet · Jessica Hewitt · Valérie Maltais · Marianne St-Gelais | 4:10,641 |    |
| Bronz    | Olaszország (ITA) · Arianna Fontana · Lucia Peretti · Martina Valcepina · Elena Viviani | 4:14,014 |    |
|          | Kína (CHN) · Fan Kexin · Li Jianrou · Liu Qiuhong · Csou Jang                           | PEN      |    |